# Инертност
Инертност във физиката е свойството телата да се съпротивляват при опит да се промени състоянието им на движение или покой.
Физическите тела проявяват инертност, като оказват съпротивление при въздействие. Инертността количествено се определя от скаларната величина маса m, по-точно инертна маса. Тя не зависи от отправната система, т.е. тя е абсолютна. Освен инертна маса съществува и гравитационна маса. Обобщаването на опитните факти ни води до принципа за еквивалентност на тези маси.
Единицата за маса в система SI е килограм. По-голяма маса означава по-голяма инертност, т.е. по-трудна промяна на състоянието на дадено тяло. Дефинираната по този начин маса се нарича „инертна маса“. Инертната маса дава връзката между силата и ускорението във Втория закон на Нютон. Освен „инертна маса“ се дефинира и „тежка маса“.

## Инерция
Инерция е свойството на телата да запазват състоянието си на движение или покой, ако не са подложени на въздействие. Това понятие е в пряка връзка с принципа за инерцията:Всяко тяло запазва състоянието си на покой или на равномерно праволинейно движение, ако не му действат други сили.
Този принцип е много важен и неслучайно се съдържа в първия закон на Нютон. Изказан е много абстрактно, но е богат на информация. Движението и покоят са относителни, те зависят от избора на отправното тяло (отправната система). Не във всяка отправна система движението е равномерно и праволинейно. Инерциални отправни системи са системите, в които е изпълнен първият принцип. Това движение е естествено, не се нуждае от поддържане. Количествено инерцията се определя с набор от запазващи се величини (маса, импулс, енергия, момент на импулса), една от които е векторната физична величина импулс.
Отправните системи, в които не е изпълнен първият принцип се наричат неинерциални. Произведението от масата и скоростта на тялото е равно на импулса (за v<<c).
{\displaystyle \mathbf {p} =m.\mathbf {v} }
Импулсът се запазва
{\displaystyle \mathbf {p} =m.\mathbf {v} =\mathbf {const} }
, ако няма въздействие, с което се запазва и равномерното праволинейно движение.